# Bürgermeisterei Kruchten
Die Bürgermeisterei Kruchten (auch Cruchten) war eine von ursprünglich 42 preußischen Bürgermeistereien, in die sich der 1816 neu gebildete Kreis Bitburg im Regierungsbezirk Trier verwaltungsmäßig gliederte. Von 1822 an gehörte der Regierungsbezirk Trier, damit auch die Bürgermeisterei Kruchten, zu der in dem Jahr neu gebildeten Rheinprovinz. Der Verwaltung der Bürgermeisterei unterstanden drei Gemeinden. Der Verwaltungssitz war in der heutigen Ortsgemeinde Kruchten im Eifelkreis Bitburg-Prüm in Rheinland-Pfalz.

## Gemeinden und zugehörige Ortschaften
Zur Bürgermeisterei Kruchten gehörten folgende Gemeinden (Stand 1843):
- Biesdorf (215 Einwohner) mit drei Häusern „an der Gaybach“ (17)
- Hommerdingen (60)
- Kruchten (368) mit drei Häusern in Schwarzenbruch (19)

Insgesamt lebten im Bürgermeistereibezirk 679 Menschen in 77 Wohnhäusern. Annähernd alle Einwohner waren katholisch, einer war evangelisch. Es gab eine Kirche in Kruchten, eine Kapelle in Biesdorf und je eine Schule in Kruchten und in Biesdorf (Stand 1843).

## Geschichte
Alle Ortschaften im Verwaltungsbezirk der Bürgermeisterei gehörten vor 1794 zur Grafschaft Vianden im Herzogtum Luxemburg (Quartier Vianden). Im Jahr 1794 hatten französische Revolutionstruppen die Österreichischen Niederlande, zu denen das Herzogtum Luxemburg gehörte, besetzt und im Oktober 1795 annektiert. Unter der französischen Verwaltung gehörte das Gebiet zum Kanton Vianden im Arrondissement Diekirch, der zum Departement Wälder gehörte.
Aufgrund der Beschlüsse auf dem Wiener Kongress wurde 1815 das vormals luxemburgische Gebiet östlich der Sauer und der Our dem Königreich Preußen zugeordnet. Unter der preußischen Verwaltung wurden im Jahr 1816 Regierungsbezirke und Kreise neu gebildet, linksrheinisch behielt Preußen in der Regel die Verwaltungsbezirke der französischen Mairies vorerst bei. Die Bürgermeisterei Kruchten entsprach insoweit der vorherigen Mairie Kruchten. Die Bürgermeisterei Kruchten bestand bis 1860 und ging in der Bürgermeisterei Körperich auf.
Alle Ortschaften gehören heute verwaltungsmäßig zur Verbandsgemeinde Südeifel im Eifelkreis Bitburg-Prüm in Rheinland-Pfalz.